# Поросюки
Поросюки (пол. Porosiuki) — деревня в Бяльском повете Люблинского воеводства Польши. Входит в состав гмины Бяла-Подляская. По данным переписи 2011 года, в деревне проживало 370 человек.

## География
Деревня расположена на востоке Польши, на правом берегу реки Кшны, на расстоянии приблизительно 4 километров к юго-западу от города Бяла-Подляска, административного центра повета. Абсолютная высота — 143 метра над уровнем моря. К северу от населённого пункта проходит национальная автодорога 2.

## История
В конце XVIII века Поросюки входили в состав Берестейского повета Берестейского воеводства Великого княжества Литовского. В 1827 году в имелось 10 домов и проживало 63 человека. Согласно «Справочной книжке Седлецкой губернии на 1875 год» деревня входила в состав гмины Сидорки Бельского уезда Седлецкой губернии. В период с 1975 по 1998 годы входила в состав Бяльскоподляского воеводства.

## Население
Демографическая структура по состоянию на 31 марта 2011 года:
|         | Всего | До трудоспособного возраста | Трудоспособного возраста | Старше трудоспособного возраста |
| ------- | ----- | --------------------------- | ------------------------ | ------------------------------- |
| Мужчины | 183   | 47                          | 119                      | 17                              |
| Женщины | 187   | 48                          | 113                      | 26                              |
| Всего   | 370   | 95                          | 232                      | 43                              |